# Arctosa sapiranga
Arctosa sapiranga là một loài nhện trong họ Lycosidae.
Loài này thuộc chi Arctosa. Arctosa sapiranga được Silva & Lise miêu tả năm 2009.